# Anancylus lotus
Anancylus lotus är en skalbaggsart som beskrevs av Francis Polkinghorne Pascoe 1865. Anancylus lotus ingår i släktet Anancylus och familjen långhorningar. Inga underarter finns listade i Catalogue of Life.